# Mitt hem blir ditt hem
Mitt hem blir ditt hem är Ken Rings andra album. Ett dubbelalbum från 2000 som hittills sålts i 18.000 exemplar.

## Spårlista

### CD 1
| Spår | Låttitel                | Producent(er)                                     | Medverkande gäst(er) | Tid   |
| ---- | ----------------------- | ------------------------------------------------- | -------------------- | ----- |
| 1    | Intro                   | Scratch: DJ Taro                                  |                      | 01:53 |
| 2    | Precis som förut        | Tommy Tee                                         |                      | 03:55 |
| 3    | Hässelby                | Saska                                             | Big Fred             | 03:32 |
| 4    | Underjorden             | El Sheriffo                                       |                      | 05:22 |
| 5    | Spotrunnaz Interlude    |                                                   |                      | 01:09 |
| 6    | Spelar ingen roll       | Tito                                              |                      | 04:28 |
| 7    | Insikt Interlude        |                                                   |                      | 02:20 |
| 8    | Situation Stockholm     | Saska                                             |                      | 04:10 |
| 9    | Vi bazzar dom           | El Sheriffo                                       | Ayo                  | 04:41 |
| 10   | Kifa                    | Tommy Tee                                         |                      | 03:18 |
| 11   | Vill inte veta          | Can "Stress" Canatan & Abdul "Onedread" Lasfirare | Masayah              | 03:58 |
| 12   | Mitt liv                | Collén & Webb                                     |                      | 04:12 |
| 13   | Från Söder till H-by    | El Sheriffo                                       | Trippel-Ett          | 04:22 |
| 14   | Pass på den nye         | Ken Ring                                          | Questo               | 03:56 |
| 15   | I denna värld           | Saska                                             | Houman               | 03:39 |
| 16   | Feel Our Hate Interlude | Ken Ring                                          | Clark Gillam         | 01:31 |
| 17   | Outro                   | Robert "Moonshine" Mårtensson                     | Grabbarna            | 05:42 |

### CD 2
| Spår | Låttitel                | Producent(er)        | Medverkande gäst(er) | Tid   |
| ---- | ----------------------- | -------------------- | --- | ----- |
| 1    | Intro                   | Ken Ring             | | 01:03 |
| 2    | Exakt samma stig        | Collén & Webb        | | 03:48 |
| 3    | Maria                   | Tito                 | | 04:14 |
| 4    | Grabbarna från förorten | C.R.I.B.E.           | Fre | 04:06 |
| 5    | Inget svek              | El Sheriffo          | | 03:28 |
| 6    | Livsglädje Interlude    | Ken Ring             | | 02:00 |
| 7    | Allt går runt           | El Sheriffo          | | 03:04 |
| 8    | Kaddo Interlude         | Saska                | Nappy Black | 02:30 |
| 9    | Mitt hem blir ditt hem  | Saska                | | 04:36 |
| 10   | Ken vs. Eye-N-I         | Collén & Webb        | Eye N' I | 03:56 |
| 11   | Profeternas lag         | El Sheriffo          | | 03:43 |
| 12   | Tito Interlude          | El Sheriffo          | Tito och 3.5 | 01:35 |
| 13   | Stora ligan             | Houman               | Big Fred, Houman, Magro & Sahan | 04:35 |
| 14   | Mozungo Bazz Interlude  | Ken Ring             | | 01:00 |
| 15   | Jag sitter och ler      | Collén & Webb        | Jennifer Newberry | 03:30 |
| 16   | Måste säga tack         | Can "Stress" Canatan | Big Fred | 03:49 |
| 17   | Kaos 2000               | Can "Stress" Canatan | Big Fred, Magro, Houman, Feven, Noogie, Swing, Ayo, ADL, Mike Knight, Clark Gilliam, N Light N, Diaz, Warlocks, Opaque, Akem, Crippo, David, Joel, Tito, C.R.I.B.E., Santiago, Infinite Mass, Trippel Ett, Natural Bond, Kendal, Timbuktu, Spotrunnaz, Nappy Black, Packrat, Bob Cheddy, Shiny Dayz, Questo, Jaymz, Flimpoman, Malik, Michel Maraboli (C-SheLL), Rastegar, Paragon, Minkhai, Royal Blood & Irongrip | 09:02 |
| 18   | Outro                   | Ken Ring             | | 01:14 |

## Listplaceringar
| Lista (2000) | Position |
| ------------ | -------- |
| Sverige      | 16       |

### Fotnoter
1. ↑  Listplacering Arkiverad 1 oktober 2016 hämtat från the Wayback Machine.